# Сирокасска
Сирока́сска — деревня Назиевского городского поселения Кировского района Ленинградской области.

## История
Впервые упомянута в «Переписной окладной книге Водской пятины» 1500 года как деревня Сироказка в Егорьевском Теребужском погосте Ладожского уезда.
В начале XVI века деревня Сироказка принадлежала князьям Мышецким.
Затем деревня Сирокаска упоминается в Дозорной книге Водской пятины Корельской половины 1612 года.
На карте Санкт-Петербургской губернии Ф. Ф. Шуберта 1834 года она обозначена как деревня Сиракаска.

СИРОКАСКА — деревня принадлежит капитану Крутову, чиновнику 9 класса Сахарову и действительному статскому советнику Коржевскому, число жителей по ревизии: 59 м. п., 61 ж. п. (1838 год)

В 1852 году земли в Сирокасске, а также в деревнях Анютино и Городище вместе с пустошами Подол (ныне деревня Подолье) и Войпала, были куплены князем П. А. Урусовым (1807—1889) у А. И. Крутова.

СИРАКАСКИ — деревня разных владельцев, по просёлочной дороге, число дворов — 21, число душ — 67 м. п. (1856 год)

СИРОКАСКА — деревня владельческая при реке Тяшеве, число дворов — 25, число жителей: 83 м. п., 86 ж. п.; Часовня православная. (1862 год)

В 1867 году временнообязанные крестьяне деревни выкупили свои земельные наделы у А. А. Ильина и стали собственниками земли.
В 1864—1868 годах временнообязанные крестьяне выкупили свои земельные наделы у Е. И. Зубаревой.
В 1868 году крестьяне выкупили наделы у А. Ф. Зубарева.
Сборник Центрального статистического комитета описывал деревню так:

САРАКАСКИ — деревня бывшая владельческая при реке Саракасе, дворов — 10, жителей — 48; часовня, лавка. (1885 год)

В конце XIX века деревня административно относилась к Шумской волости 1-го стана Новоладожского уезда Санкт-Петербургской губернии, в начале XX века — 4-го стана.
По данным 1905 года деревня входила в состав Войпальского сельского общества 1-го земского участка. В деревне работала земская школа.
С 1917 по 1919 год деревня Сирокасска входила в состав Сирокасского сельсовета Шумской волости Новоладожского уезда.
С 1920 года в составе Васильковского сельсовета Волховского уезда.
Согласно данным переписи населения СССР 1926 года в деревне Сирокасска проживали 305 человек — все русские.
С августа 1927 года в составе Мгинского района.
По данным 1933 года деревня называлась Сирокасска и входила в состав Васильковского сельсовета Мгинского района.

План деревни Сирокасска. 1941 год

Согласно топографической карте РККА 1941 года деревня насчитывала 60 дворов. В центре деревни находилась часовня.
В 1958 году население деревни Сирокасска составляло 161 человек.
С 1960 года в составе Волховского района.
С 1961 года в составе Путиловского сельсовета.
По данным 1966 и 1973 годов деревня Сирокаска также находилась в подчинении Путиловского сельсовета Волховского района.
По данным 1990 года деревня Сирокасска находилась в административном подчинении Назиевского поселкового совета Кировского района.
В 1997 году в деревне Сирокасска Назиевского поссовета проживали 23 человека, в 2002 году — 73 человека (русские — 93 %).
В 2007 году в деревне Сирокасска Назиевского ГП — 55 человек.

## География
Деревня расположена в северо-восточной части района на автодороге 41К-239 (Войпала — Горная Шальдиха).
Расстояние до административного центра поселения — 8 км.
В 1 км к югу от деревни проходит железнодорожная линия Мга — Волховстрой I и находится остановочная платформа Плитняки.
Деревня находится на берегах одного из рукавов реки Тящевки.

## Демография
| 1862 | 2007 | 2010 | 2017 |
| ---- | ---- | ---- | ---- |
| 169  | ↘55  | ↘22  | ↘13  |